# Baltiske korstog
|  | Sammenskrivningsforslag Artiklen Baltiske korstog er foreslået føjet ind i Nordiske korstog. (Siden august 2020) Diskutér forslaget |

Baltiske korstog er en samlebetegnelse for de korstog, som skandinaver og tyskere i middelalderen førte mod hedenske stater i Baltikum. Denne artikel lægger fokus på den danske korstogsdeltagelse.

## Indledning – hvorfor danske korstog mod Baltikum?
Da pave Urban II i 1095 holdt sin berømte korstogstale i den franske by Clermont, var det oprindeligt idéen, at disse kristne hærtog skulle have det Hellige Land som det endegyldige mål. Snart blev denne definition ændret til at omfatte alle hedenske stater, og denne definition styrkedes yderligere, da korsfarerne i det Hellige Land led større og større nederlag. For den del af befolkningen, der boede i egne, der lå langt fra Jerusalem, og som gerne ville på korstog, var vejen til det Hellige land ualmindelig lang. Krigen mod maurerne i Spanien og krigen mod de albigensiske kættere i Sydfrankrig blev derfor også anerkendt som korstog. I det nordlige Europa levede der også hedninge, og siden 1108 blev Nordens kristne konger opfordret til at føre korstog mod de hedenske slavere. Svenske konger begyndte en krig med hedningene i Finland. Tyskerne begyndte at føre krig mod slaverne ved Østersøens sydkyst og baltiske hedninge, og danskerne begyndte ligeledes at føre korstog mod disse egne. Det første egentlige danske korstog, som dog var lidt af en fiasko, blev ført mod slaverfolket venderne i 1147. Senere fulgte flere succesrige korstog til Nordtyskland og det baltiske område.

## Baggrunden for de danske korstog
Ved Østersøens sydkyst levede siden 900-tallet en række forskellige slaviske folkefærd: vagriere, polabere, obotritter, wilzere, pommere og ruianere. Samlet blev disse folkeslag af danskere og tyskere kaldt vendere, men det var rugianere – også kendt som rygboerne – som blev det første egentlige mål for danskernes togter. Forholdet mellem danskerne og venderne ændrede sig meget i årene mellem 900 og 1200. Det vides, at den danske konge Harald Blåtand blev gift med en datter af den vendiske høvding Mstivi i 900-tallets anden halvdel. Ligeledes menes det, at kong Haralds fæstning Jomsborg lå ved Østersøens sydkyst (hvis den da overhovedet har eksisteret). I 1043 slog kong Magnus den Gode en større vendisk hær, som var trængt op i Jylland i Slaget på Lyrskov Hede. I 1120’erne blev den danske grænsejarl og kongesøn Knud Lavard udråbt til knes (fyrste) over obodritterne og polaberne. Desuden ved vi, at venderne havde en ”handelskoloni” i Roskilde i anden halvdel af 1100-tallet. Mange byer på de sydlige danske øer er af vendisk oprindelse (f.eks. Korselitse), hvilket vidner om, at venderne muligvis også har slået sig ned.
Det var borgerkrigen, der fulgte i kølvandet på Knud Lavards død, der blev årsagen til vendernes hærgen. Det magtfulde og indflydelsesrige tyske kejserrige havde presset venderne ud mod Østersøkysten og tvunget dem til at finde nyt land. De kaotiske tilstande, som borgerkrigen bragte i Danmark, bevirkede, at der ikke eksisterede nogen form for organiseret forsvar. Venderne drog ud i skibe mod de danske kyster; angreb, plyndrede og hærgede (ligesom de danske vikinger havde gjort det i sin tid) og trak sig tilbage, før et modangreb kunne stables på benene.
Venderne var hedninge. De forskellige stammer bekendte sig til forskellige guder, men nogle få guder blev tilbedt af stort set alle folkeslagene bl.a. guden Svantevit, hvis hovedtempel lå på Arkona på øen Rügen, der ligeledes var et vendisk kulturelt samlingssted. Templet på Arkona indeholdt en stor træstatue af guden, samt dennes skatte i sølv og guld etc. En præst bragte ofre til guden, og var ligeledes den eneste der måtte betræde de inderste hellige rum.
Da Valdemar den Store i 1157 nedkæmpede Svend Grathe og derved sluttede borgerkrigen og udråbte sig selv til konge, blev en af de første naturlige opgaver for den nye monark, at sikre riget mod udefra kommende trusler. Hvis han effektivt ville være i stand til at stoppe vendernes overfald, ville befolkningen naturligvis også støtte op om ham. Stormændene ville han kunne få til at støtte sig, hvis han kunne sikre dem nogle goder, og på korstog kunne man nok forvente et godt udbytte. Det Tyske Kejserrige havde også Venden som interessesfære, og en alliance med dem ville sikre Danmark mod en eventuel tysk invasion. Tyskerne havde siden borgerkrigens tid jævnligt stillet krav om overhøjhed til de danske konger, og en sikring mod dem ville være at foretrække. Desuden var udsigten til nyt land og rigt bytte en god grund til at drage på korstog. Efter borgerkrig og interne stridigheder havde statskassen næppe heller været fuld. Og så var venderne hedninge, hvilket i den kristne verden gjorde krigen ”lovlig” eller velsignet.
Kong Valdemar den Store har dog næppe været helt alene om at organisere felttoget. Hviderne med biskop Absalon i spidsen har i hvert fald haft noget at skulle have sagt. De forblev kongens (og senere hans sønners) faste støtter krigen igennem og har givet haft en finger med i spillet.
Valdemar Sejrs motiver for at drage på korstog i Estland er mangfoldige. Paverne Innocens III og Honorius III havde gentagne gange opfordret den danske konge til at tage korset og drage ud for at omvende esterne. Derved havde paven selv udnævnt Estland til dansk interessesfære, og alle de andre kristne fraktioner, der var tilstede i området på den tid (sværdriddere, svenskere), kunne ikke nægte at adlyde paven. Estiske sørøvere, som var bosat på øerne Øsel og Dagø ud for Estlands kyst, vides at have drevet sørøveri mod danske kyster, bl.a. mod byen Listerby i Blekinge i 1203. Som sin far måtte Valdemar Sejr sikre riget mod ydre fjender. I 1218 rejste biskop Albert af Riga til Slesvig for at bede kong Valdemar om at hjælpe de hårdt trængte sværdriddere. De havde påbegyndt en kampagne mod esterne, men disse viste sig for stærke (især efter de blev allieret med fyrsterne fra Novgorod). Et råb om hjælp fra den største konkurrent i området betød stor prestige. Handelsmæssigt ville en koloni ved de russiske floder være meget indbringende, idet varer fra det Byzantinske Rige blev transporteret til Skandinavien denne vej.

## Korstogene i praksis

### På togt mod Venden: 1159-1169
Efter at Valdemar den Store var gået sejrrigt ud af borgerkrigen, samlede han en kreds af stormænd om sig til hjælp, rådgivning, forsvar og administration af landet. Stort set alle disse stormænd kom fra Hvideslægten. Denne forsamling endte med at blive hovedbefalingsmændene i de krige, kong Valdemar den Store besluttede at føre mod venderne. Det første togt kom af sted i 1159, skønt der var en længere række besværligheder, idet de danske landsdele indbyrdes var uenige om togtet og nægtede at arbejde sammen.
I 1160’erne blev der årligt foretaget togter mod Rügen. Nogle af disse (især de første) var meget dårligt planlagte og definerede, og mange af disse endte i en række betydningsløse kommandoraids. Forklaringen på, at de første togter var dårligt organiserede, kan være, at de udelukkende blev ført for at svække venderne. De senere var mere disciplineret udført med egentlige mål og som militære aktioner, hvilket gjorde en erobring mulig.
Henrik Løve var den tyske kejsers vasal og førte ligeledes krig i Venden. Kong Valdemar var i perioder allieret med ham.
Skt. Vitus dag den 15. juni 1169 (en enkelt kronikør henlægger erobringen til 1168) blev rygboernes hovedstad og fæstning Arkona indtaget af danske styrker. Gudestøtten af den vendiske gud Svantevit blev omstyrtet og hugget i stykker, gudens tempel blev ødelagt og plyndret, og hele øens befolkning blev tvangskristnet og underlagt dansk overherredømme. Dette stred mod Henrik Løves planer, hvilket førte til en række grænseproblemer af mere eller mindre militær art. Efter et kort stykke tid blev kong Valdemar den Store og hertug Henrik dog enige om et forlig: Danskerne kunne beholde erobringen, mod at hertugen fik del i skattene fra templet på Arkona. Om dette virkeligt skete vides ikke, men faktum er, at hertugen en halv snes år senere faldt i unåde ved kejser Barbarossas hof, hvilket resulterede i, at han fik frataget hovedparten af sine besiddelser og dømt fredløs. Det var denne interne splid, der gjorde det muligt for de senere danske konger at føre flere hærtog nede i det nordtyske.

### Mellemspil: 1169-1219
Indtagelsen af Arkona og undertvingelsen af rygboerne blev startskuddet til en længere række af felttog rettet mod Østersøens sydkyst. Da kong Valdemar den Store døde i 1182, overtog hans søn Knud, som ligeledes var støttet af Hviderne, tronen. Dog kom kong Knud i en vis grad til at stå i skyggen af ærkebiskop Absalon. I 1184 rejste den tyske kejser Frederik Barbarossa atter krav om overhøjhed over Danmark, men ærkebiskop Absalon nægtede denne gang at forny løftet. Denne provokation bevirkede, at Bugislav af Pommern, en af kejserens vasaller, rejste en hær og drog mod Rügen. Absalon stod selv i spidsen for den danske forsvarsstyrke, som vandt overlegent i et stort søslag ved Rügen. I løbet af det følgende år lykkedes det derefter den danske ledingsstyrke at invadere og underlægge sig Pommern. Kong Knuds bror Valdemar blev i 1187 gjort til hertug af Sønderjylland, hvorfra han førte erobringskrige langt ind i Holsten. I 1202 måtte Valdemar efterfølge sin barnløse bror på tronen i Danmark, hvilket resulterede i en kraftigere ekspansionspolitik. Alt land nord for Hamborg annekteredes, og selv den tyske kejser anerkendte kongens erobring. De nyerobrede områder strakte sig så langt som til Preussen.
Letland og byen Riga tilhørte de tyske sværdriddere. De var veltrænede krigere, men besad også en gejstlig uddannelse, hvorved de ikke adskilte sig meget fra de gejstlige ridderordner fra det Hellige Land. I 1200-tallets første årti påbegyndte de en længere krig mod de estiske folkeslag mod nord. Dette endte i en ren katastrofe, og biskoppen af Riga, Albert, måtte i 1218 rejse til Slesvig for at bede kong Valdemar om støtte. Danskerne havde allerede før – i 1206 og 1208 – ført en række sejrrige felttog i Estland.

### Estlandstogtet og tiden derefter: 1219-1346
Paven havde gentagne gange opfordret kong Valdemar til at drage på korstog mod de hedenske estere, og det er tænkeligt, at et togt allerede var under opsejling i 1218, hvor biskop Albert bad om hjælp. Under alle omstændigheder var togtet en realitet i sommeren 1219. Danskerhæren ankom i juni til Lyndanisse – en stor slette ved Reval i det nordlige Estland. De estiske høvdinge, som var i området, skulle umiddelbart efter landgangen have godkendt kongens krav om underkastelse og dåb, så i første omgang kom det ikke til en militær konflikt. Danskerne begyndte derfor at udbygge borgen ved Reval, i den tro at de allerede havde sejret. Imidlertid blev danskerne tidligt om morgenen på Skt. Vitus dag overrasket af et kraftigt estisk angreb. Den eneste del af den danske styrke, som kunne organisere et modangreb, blev det kontingent vendiske krigere, som var med på togtet. Deres modangreb muliggjorde dog en hurtig reorganisering af den danske hær, som derved vendte slaget til sin fordel og vandt. Det var ifølge myten på denne dag, at Dannebrog faldt ned fra himmelen, skønt ældre overleveringer peger på, at dette allerede skete i 1208 under et dansk korstog til Viljandi.
Erobringen af Estland blev den sidste store udenrigspolitiske triumf for Danmark. Efter estlandstogtet var Danmark endt som en nordeuropæisk stormagt, men et rige på den størrelse, som indeholder utallige forskellige folkeslag, er svært at holde sammen på. I 1223 blev kong Valdemar taget til fange af en af sine egne vasaller – den nordtyske fyrste Heinrich af Schwerin – under en jagtudflugt på øen Lyø. I løbet af de få år, hvor kongen sad som fange hos fyrst Heinrich, faldt stort set alle rigets nyerobrede områder i Nordtyskland fra. De eneste områder, som forblev på danske hænder, var Rügen og Estland, hvor befolkningen jævnligt gjorde oprør. Et så stort tab er meget svært at rette op på, hvilket kong Valdemar måtte indse, da hans hævn- og generobringstogt endte med et svidende nederlag i slaget ved Bornhøved 1227. Da kong Valdemar døde i 1241, blev riget atter splittet af en lang borgerkrig mellem de forskellige kongsemner. Hele riget blev pantsat af danske konger, der manglede penge til at finansiere større og større arméer. I 1340 kom den sidste konge af Danmark, der bar navnet Valdemar (med tilnavnet Atterdag). Det lykkedes ham at betale rigets panthavere ud for midler, som han egenhændigt skaffede. Han indså, at Danmarks stormagtsrolle i Østersøen var udspillet, og indså, at det at have en koloni i Estland ikke havde nogen vital betydning for riget, idet kolonien lå for langt borte. Derfor solgte han i 1346 Estland til den Tyske Orden. Pengene, som han fik for salget, blev brugt på rigets genopbygning. Derved var danskernes indflydelse i den østlige del af Østersøen endt.

## Korstogenes betydning

### Den politiske betydning
Ved midten af 1100-tallet var Danmark splittet mellem forskellige konger, og landsdelene bekrigede hinanden. Da Valdemar den Store verfede alle andre kongsemner væk og samlede riget, gjorde han det derfor også muligt for riget at gøre sig stærkere og mere bemærket ude i Europa. Den ekspansion, som Danmark gennemgik i Valdemarstiden, kom i den grad riget til gavn. Det reorganiserede militær var stærkt nok til at modstå de overfald på de danske kyster, der havde været frygtet under borgerkrigen. Militæret var også blevet mere veltrænet og kommet op på den europæiske standard efter de omfattende togter mod hedningene. Kavaleriet fik en mere fremtrædende rolle. Nye former for taktik blev udviklet, hvilket tydeligt ses af forskellen mellem togterne mod Venden og togtet til Estland. Vendertogterne blev ført som i vikingetiden med ledingen som hærstyrke, hvorimod estlandstogtet var præget af mere specialiserede soldater foruden ledingen. Belejringsmaskiner blev mere velbyggede, og våbnene blev for størstedelen importeret.
Det, at Danmark voksede fra en europæisk randstat til en stormagt, betød ligeledes, at riget har overlevet. Det Tyske Kejserrige havde før i tiden krævet overhøjhed, og en så mægtig fjende kunne, hvis de danske konger ikke spillede deres kort godt nok, med lethed indlemme lille Danmark. Den svækkelse, som det Tyske Kejserrige blev ramt af i starten af 1200-tallet, var ligeledes af stor betydning for landet, fordi man derved kunne gennemtvinge en anerkendelse af de danske erobringer i Venden og Nordtyskland.

### Den økonomiske betydning
Korstogene betød, at en enorm rigdom rullede Danmark i møde, hvilket riget også havde behov for efter borgerkrigen. Plyndringer og skatter, som blev pålagt de undertvungne hedninge, har givet Danmark en godt skub i den rigtige retning. Enorme byggearbejder blev allerede under Valdemar den Store påbegyndt (Vitskøl Kloster, Kalundborg, København, Ringsted Skt. Bendts, etc.) til forsvar og forgyldning af riget. Det nyerobrede land kunne koloniseres og opdyrkes, men det vides ikke hvor mange, der slog sig ned i de erobrede områder.
Da korstogene for danskernes vedkommende var ovre, indbragte salget af Estland i 1346 en betydelig økonomisk gevinst, som kunne hjælpe landet betydeligt, efter at knap 100 års interne stridigheder havde pantsat hver stump af riget.

### Betydningen for danskerne gennem tiden
Det vides ikke, hvad danskerne dengang syntes om korstogene, men for eftertidens danskere fik de stor betydning. Gennem tiden formindskedes Danmark betydeligt: I 1658 måtte vi give afkald på Skånelandene. I 1807 stjal England den danske flåde. I 1813 mistede vi herredømmet i Norge. Man begyndte derfor at se tilbage i tiden for at erindre, da Danmark var stærkt. Saxos krønike blev genoversat af Grundtvig, B.S. Ingemann skrev en række romaner om Danmarks storhed, fald og genrejsning. Myten om Dannebrog, der skulle være dalet ned fra himlen under slaget ved Lyndanisse, er blev portrætteret af mange, og skulpturer er blevet hugget og støbt af mange af korstogenes hovedaktører, blandt andet af ærkebiskop Absalon.

## Konklusion
Det var frem for alt vendernes hærgen, der udløste den danske krig mod hedningene. Det var det stærke og karismatiske makkerpar Valdemar den Store og Absalon med Hviderne i ryggen, der startede den reorganisering af ledingsvæsenet, der gjorde det muligt at begynde krigen i udlandet. Senere blev deres roller overtaget af Valdemar Sejr og dennes rådgivere.
Var korstogene en succes? De sikrede en Danmark en øget indtægt, som hjalp landet på rette vej efter en opslidende borgerkrig. De gjorde Danmark til en stormagt i europæisk øjemed, som ikke umiddelbart ville lade sig undertvinge som førhen. Derved sikrede de Danmarks fortsatte eksistens, som var truet af det stærke Tyske Kejserrige. I fædrelandskærlighedens tidsalder blev historierne om korstogenes gyldne tidsalder taget frem igen for at bevise, at Danmark også har været blandt de stærke nationer og sikkert vil blive det igen. Korstogene blev nok betegnet som en succes både i samtiden og i nutiden.
Et spørgsmål, som forskere strides meget om, er, om korstogene blot var rene erobringskrige, der blev retfærdiggjort af religionen. Ifølge Saxo blev hedningene døbt, og der blev opført kirker, og det skete allerede dagen efter den endegyldige erobring. Det vides, at under togtet til Estland var der næsten regulær kamp om hvem (danskerne eller sværdridderne), der fik døbt hedningene først. Men det er et vanskeligt spørgsmål, for danskerne var helt givet nødt til at blive i de erobrede områder for at sikre, at de nykristnede ikke faldt tilbage i hedenskabet, hvilket måske ikke virker særligt korstogsagtigt. At der så derudover kom nogle indtægter, det måtte man bare leve med.